# Saint-Andéol-de-Vals

Saint-Andéol-de-Vals este o comună în departamentul Ardèche din sud-estul Franței. În 1 ianuarie 2022 avea o populație de 529 de locuitori.